# Montipora suvadivae
Espèce
Montipora suvadivae est une espèce de coraux appartenant à la famille des Acroporidae.